# Симеон Славчев (футболист)
Симеон Ненчев Славчев е български футболист на националния отбор на България. Възпитаник на Академия Литекс и бивш състезател на Литекс (Ловеч). Изявява се еднакво добре като офанзивен и дефанзивен полузащитник, силният му крак е десният. Футболист на Локомотив (София).

## Състезателна кариера

### Ранни години
Започва да тренира футбол през 2000 г. в школата на Септември Сф., където изкарва седем години. Първият му треньор е Христо Денчев. През сезон 2006 – 07 става голмайстор на Септември и е избран за „Най-полезен играч“ в софийското първенство.
Същата година се мести в Славия с който още в следващия сезон и водени от треньора Щилиян Карастойков става Републикански шампион за деца родени 1993 г.

### Литекс (Ловеч)
През 2008 г. получава предложение от Петко Петков да продължи развитието си в Академия Литекс. Той е и първият му треньор в Литекс с когото става носител на Купата на БФС при юноши, родени 1993 г., като във финалната среща играна на 15 април 2009 в Пловдив „оранжевите“ побеждават връстниците си от Нафтекс с 2:1. Пак през същата година на VI издание на Международния юношески турнир „Юлиян Манзаров“ състоял се в Правец Литекс със Симеон Славчев в състава си попадат в т.нар. „желязна група“ в които са още отборите на Левски (София), ЦСКА (София) и Стяуа Букурещ. „Оранжевите“ завършват на първо място в групата си и се класират на финал. Там за трофея спорят с „гранда“ Барселона и след победа с 1:0 печелят турнира.
Мони се състезава и за младшата възраст на Литекс родени 1992 г. на треньора Евгени Колев с който на 28 юни 2009 и отново в Правец става Републикански шампион на България. На финала „оранжевите“ побеждават Левски (София). Неизменен титуляр е за своята възрастова формация с която участва в Елитната юношеска лига, състезава се и за дублиращия отбор на Литекс. Старши треньорът на първия състав по това време Станимир Стоилов го вика на няколко пъти да тренира с мъжете, но Симеон Славчев така и не записва мач за първата формация на Литекс. Това става при Любослав Пенев който след кадрови проблеми с наказани и контузени футболисти е принуден да попълни групата от 18 състезатели с юноши от академията. Така на 31 октомври 2010 Славчев записва първите си минути за първия отбор при домакинската победа над Славия с 2:0. Шампион на България с дублиращия отбор на Литекс за сезон 2009/10. Шампион на България за юноши старша възраст в Елитна юношеска група до 19 години за сезон 2010/11. От началото на сезон 2011/12 играе под наем във втородивизионния Чавдар (Етрополе) за когото записва 13 срещи преди да получи контузия поради която пропуска остатъка от сезона. През лятото на 2012 г. ръководството на Литекс стартира нова политика на по-скромно харчене относно селекцията. След свиването на бюджета в клуба част от чужденците напускат, както и звездите Светослав Тодоров и Христо Янев, а обратно в отбора са отзовани всички юноши пратени под наем в други отбори сред които и Славчев. Така универсалният полузащитник става част от най-младия отбор в историята със средна възраст 21 години и 8 месеца, ръководен от легендата на българския футбол Христо Стоичков. В халфовата линия на „оранжевите“ Славчев партнира на ветерана Небойша Йеленкович и бившия капитан на младежкия национален отбор Александър Цветков. На 4 ноември 2012 година в шампионатен мач срещу отбора на Черно море (Варна) отбелязва първия си гол в А група за победата с 4:1.
Въпреки че играе предимно като опорен полузащитник, Мони Славчев има афинитет към атаката и редовно бележи голове от различни положения. В есенния дял на сезон 2013/14 и след изиграни 23 кръга отбелязва внушителните 11 гола, което го прави трети голмайстор на шампионата след Мартин Камбуров с 15 и съотборника му в Литекс Вилмар Джордан с 13 попадения.
На 19 декември 2013 г. е избран за „Най-прогресиращ футболист за 2013 година“.
В началото на 2014 г. печели всички клубни награди за изминалата година, сред които „Футболист N:1 на Литекс за 2013 г.“, „Спортист на годината на град Ловеч“ и „Любимец на феновете“.

### Спортинг Лисабон
На 19 май 2014 г. подписва договор за 5 години с португалския Спортинг Лисабон. Финансовите параметри по сделката остават необявени по настояване на новия му клуб. Литекс се задължава да застрахова футболиста на стойност 3 100 000 евро, като освен това си запазват и 15% от правата на играча при следващ негов трансфер. В договора е предвидена и клауза, която предвижда организирането на приятелски мач между Спортинг и Литекс през следващата година на Ещадио Жозе Алваладе. Официалния сайт на Спортинг Лисабон съобщава, че клаузата за разтрогване на контракта на бившия играч на Литекс с клуба от Лисабон е на стойност 45 милиона евро.

### ФК Карабах
На 5 юли 2018 година подписва тригодишен договор с азербайджанския ФК Карабах.

### Национален отбор
През септември 2009 година с юношеския Национален отбор на България до 17 г. воден от треньора Атанас Желев взима участие на XXIV международен турнир по футбол „Сиренка“ в Полша. На него младите футболисти с Мони в състава си печелят трето място след победи над Румъния и Полша и загуба след изпълнение на дузпи от Украйна.
През 2012 г. получава първата си повиквателна за младежкия национален отбор от старши треньора Михаил Мадански.
Дебютът му за първия състав на България е на 15 октомври 2013 година в световната квалификация срещу отбора на Чехия. В този мач старши треньора Любослав Пенев го пуска като смяна на мястото на Венцислав Христов.

## Успехи
Славия
- Шампион на България при деца родени 1993 г. – 2008

Академия Литекс
- Международен юношески турнир „Юлиян Манзаров“ – 2009
- Шампион на България при юноши младша възраст родени 1992 г. – 2009
- Шампион на България в Дублираща футболна група – 2009/10
- Шампион на България при юноши старша възраст до 19 г. – 2010/11

Отличия
- Най-прогресиращ футболист за 2013 г.